# The Invisible Shield
The Invisible Shield (Alternativtitel Janus sowie A Tonal View of Times Tomorrow, Vol. 2 oder Satellites are Outerspace…) ist ein Jazzalbum von Sun Ra & His Intergalactic Research Arkestra, Die zwischen 1962 und 1970 entstandenen Aufnahmen erschienen 1974 auf Saturn Research bzw. El Saturn Records. 1999 erfolgte eine CD-Ausgabe bei 1201 Music; 2014 wurde das Album in einer remasterten und um ein Stück erweiterte Version bei Enterplanetary Koncepts/ Cosmic Myth Music in der 2014 Sun Ra Centennial Remastered Classics Series wiederveröffentlicht.

## Hintergrund
Die Aufnahmen der A-Seite fanden 1962 bis 1963 im New Yorker Probenraum des Arkestra statt, dem Choreographers Workshop; die Aufnahmen der B-Seite entstanden nach der Sun Ra Online Discography 1970 in Philadelphia oder New York, nach anderen Angaben zwischen 1967 und 1970; möglicherweise entstand „The Invisible Shield“ sogar 1970 in Europa; die weiteren Titel der B-Seite, „Island in the Sun“ und „Janus“, hingegen 1961/1962 im Choreographers Workshop. Auch Irwin Chusid, Co-Produzent der Neuausgabe von 2014, geht davon aus, dass die meisten Titel zwischen 1961 und 1963 eingespielt worden sind; „The Invisible Shield“ datiert er hingegen auf zwischen 1966 und 1968.
The Invisible Shield gilt als eine extrem seltene Sun-Ra-LP. Das Album wurde nach Angaben von Irwin Chusid nie offiziell auf El Saturn veröffentlicht (obwohl es die Katalognummer 529 hatte), und nur ein paar hundert LPs wurden um 1974 gepresst und bei Konzerten verkauft. Es hatte noch nicht einmal ein standardisiertes, bedrucktes Cover – jedes Exemplar wurde von Hand gestaltet. Mehrere Tracks erschienen auf anderen Veröffentlichungen wie Janus, What's New, Satellites Are Outerspace und A Tonal View of the Times. Die B-Seite der LP wurde auch kombiniert mit der A-Seite von Space Probe veröffentlicht.
Die erste Seite der LP, in den frühen 1960er-Jahren entstanden, bot ruppige Interpretationen von beliebten Stücken der Tin Pan Alley, arrangiert für Quartett („Sometimes I’m Happy“; mit John Gilmore, Ronnie Boykins und Clifford Jarvis) und Quintett („Time After Time“, „Easy to Love“, „Keep Your Sunny Side Up“, „But Not For Me“; hinzu kam Trompeter Walter Miller), zusammen mit einer Eigenkomposition Ras, „State Street“. Die Seite B der Original-LP eröffnete dann mit einem geschlossenen Latin-Groove („Island in the Sun“), bevor sie in zwei schrille und kompromisslose elektroakustische Klanglandschaften überging, die vermutlich im Abstand von fünf oder mehr Jahren aufgenommen wurden.
Kombiniert mit weiterem Material dieser Hardbop-orientierten Sessions von 1962 veröffentlichte Sun Ra 1975 die Stücke der A-Seite erneut auf dem Album What's New? (Sub-Underground Series) .
Die remasterte Ausgabe des Albums von 2014, produziert von Michael D. Anderson (vom Sun Ra Music Archive) und Irwin Chusid, enthält einen unveröffentlichten Track der frühen New Yorker Session („But Not for Me“); drei Stereo-Tracks („Time After Time“, „Easy to Love“ und „Sunny Side of the Street“), die auf der LP monophon erschienen waren; und die vollen zehn Minuten von „Island in the Sun“ (von denen nur die Hälfte auf der LP erschienen war).

## Titelliste
- Sun Ra and His Intergalactic Research Arkestra: The Invisible Shield (Saturn Research 144000, El Saturn Records 529, Cosmic Myth Music No #16)[5]

1. State Street 3:48
2. Sometimes I’m Happy (Irving Caesar, Vincent Youmans) 6:37
3. Time After Time (Sammy Cahn, Jule Styne) 3:35
4. Easy to Love (Cole Porter) 3:29
5. Keep Your Sunny Side Up (Ray Henderson, Lew Brown, Buddy DeSylva) 3:38
6. But Not for Me (George Gershwin, Ira Gershwin) 6:48 (Bonus Track)
7. Island in the Sun 10:23
8. The Invisible Shield 5:35
9. Janus 7:02

Wenn nicht anders vermerkt, stammen die Kompositionen von Sun Ra.

## Rezeption
Mit The Invisible Shield erhalte man zwei (vielleicht sogar drei) Sun-Ra-Alben zum Preis von einem, meint Irwin Chusid. Obwohl viele Fans alles bewundern würden, was der Maestro produziert habe, bevorzugten einige seine eigenwillige Interpretation von Jazzformen, während andere begeistert seien, wenn Sunny auf Tradition verzichtet und „Killerschallwellen aus dem All sendet“. The Invisible Shield habe für beide Lager etwas zu bieten, so Chusid. Es gebe Big-Band-Swing, treibenden Hardbop, Lounge-Jazz und hypnotische Latin-Exotica. Verglichen mit den zu dieser Zeit entstandenen Arkestra-Aufnahmen wie Bad and Beautiful, Art Forms of Dimensions Tomorrow, Secrets of the Sun und When Sun Comes Out, sei die A-Seite dieses Albums Irwin Chusid zufolge für Arkestra-Verhältnisse eine ziemliche Mainstream-Darbietung. Die Kontrapunkte dazu seien Geräuschmusik, „destabilisierende elektronische Alchemie und pangalaktische Schallemissionen“. Es hätte keine stilistische Brücke zwischen dem Material gegeben, doch Sun-Ra-Fans dieser Zeit wären an neue Alben gewöhnt gewesen, die in Wirklichkeit Zusammenstellungen von älterem, zuvor unveröffentlichtem Material waren, oft aus verschiedenen, nicht aufeinander bezogenen Sessions. Gemeinsamer Nenner sei stets der Bandleader gewesen, der keine Notwendigkeit darin sah, das Produkt stilistisch zu vereinheitlichen.
Nach Ansicht von Chris Needs (Furious.com) hat das Arkestra auf der ersten Plattenseite ungestüm Hardbop und Swing mit ansteckender Vitalität durchquert. Dem gegenüber habe die zweite Seite einen totalen Kontrast dargestellt, zunächst mit dem metronom-artig verlaufenden Latin-Vamp von „Island in the Sun“ in seiner zehnminütigen Originalversion, den freien explosiven Ausbrüchen des Titeltracks und den [mit Perkussion und Flöten] synchronisierten sphärischen „Weltraum“-Gesangspassagen in „Janus“.